# John Brownlie
John Brownlie (Caldercruix, 11 marzo 1952) è un allenatore di calcio ed ex calciatore scozzese, di ruolo difensore.

## Palmarès

### Giocatore

#### Competizioni nazionali
- Coppa di Lega scozzese: 1

Hibernian: 1971-1972
- Drybrough Cup: 2

Hibernian: 1972, 1973